# تورو آبه
تورو آبه (انگلیسی: Toru Abe؛ ۲۸ مارس ۱۹۱۷ – ۱۸ ژوئیهٔ ۱۹۹۳) بازیگر اهل ژاپن بود.
از فیلم‌ها یا برنامه‌های تلویزیونی که وی در آن نقش داشته‌است می‌توان به شوگون، پناهنده زاتوایجی اشاره کرد.